# サンクリストバルオグロバン
サンクリストバルオグロバン（Gallinula silvestris）は、鳥綱ツル目クイナ科バン属に分類される鳥類。

## 分布
ソロモン諸島（マキラ島）固有種

## 形態
全長26センチメートル。頭部から後頸、胸部にかけての上半身の羽衣は暗青灰色、背や体側面、腰、尾羽基部の下面を被う羽毛（下尾筒）にかけての下半身の羽衣は黒褐色。
虹彩は暗褐色。上嘴から額にかけての肉質（額板）は暗灰青色。嘴や後肢は赤い。

## 生態
模式標本となった個体は標高1,200メートル周辺の斜面にある森林で捕獲された。

## 人間との関係
人為的に移入されたネコによる捕食などにより生息数が減少したと考えられている。捕獲例は1929年に模式標本となったオス個体のみで、1953年に調査隊による発見例がある。以降の発見例は1974年の原住民によるものしかない。